# Coppa del mondo di ciclismo su strada 1999
La Coppa del mondo di ciclismo su strada 1999 fu l'undicesima edizione della competizione internazionale della Unione Ciclistica Internazionale. Composta da dieci eventi, si tenne tra il 20 marzo ed il 16 ottobre 1999. Venne vinta dal belga della Lotto-Mobistar Andrei Tchmil.

## Calendario
| Data       | Evento                          | Vincitore            | Squadra                 | Leader della Cl. mondiale |
| ---------- | ------------------------------- | -------------------- | ----------------------- | ------------------------- |
| 20 marzo   | Milano-Sanremo (1999)           | Andrei Tchmil        | Lotto-Mobistar          | Andrei Tchmil             |
| 4 aprile   | Giro delle Fiandre (1999)       | Peter Van Petegem    | TVM-Farm Frites         | Peter Van Petegem         |
| 11 aprile  | Parigi-Roubaix (1999)           | Andrea Tafi          | Mapei-Quick Step        | Andrei Tchmil             |
| 18 aprile  | Liegi-Bastogne-Liegi (1999)     | Frank Vandenbroucke  | Cofidis                 | Frank Vandenbroucke       |
| 24 aprile  | Amstel Gold Race (1999)         | Michael Boogerd      | Rabobank                | Frank Vandenbroucke       |
| 7 agosto   | Clásica San Sebastián (1999)    | Francesco Casagrande | Vini Caldirola-Sidermec | Andrei Tchmil             |
| 15 agosto  | HEW Cyclassics (1999)           | Mirko Celestino      | Team Polti              | Andrei Tchmil             |
| 22 agosto  | Meisterschaft von Zürich (1999) | Grzegorz Gwiazdowski | Cofidis                 | Andrei Tchmil             |
| 3 ottobre  | Parigi-Tours (1999)             | Marc Wauters         | Rabobank                | Andrei Tchmil             |
| 16 ottobre | Giro di Lombardia (1999)        | Mirko Celestino      | Team Polti              | Andrei Tchmil             |

## Classifiche
| Pos. | Corridore           | Squadra        | Punti |
| ---- | ------------------- | -------------- | ----- |
| 1    | Andrej Čmil         | Lotto-Mobistar | 299   |
| 2    | Michael Boogerd     | Rabobank       | 238   |
| 3    | Frank Vandenbroucke | Cofidis        | 214   |
| 4    | Peter Van Petegem   | TVM            | 153   |
| 5    | Markus Zberg        | Rabobank       | 145   |
| 6    | Johan Museeuw       | Mapei          | 138   |
| 7    | Paolo Bettini       | Mapei          | 137   |
| 8    | Zbigniew Spruch     | Lampre-Daikin  | 131   |
| 9    | Léon van Bon        | Rabobank       | 123   |
| 10   | Marc Wauters        | Rabobank       | 107   |

| Pos. | Squadra        | Punti |
| ---- | -------------- | ----- |
| 1    | Rabobank       | 94    |
| 2    | Mapei-Bricobi  | 89    |
| 3    | Lotto-Mobistar | 73    |
| 4    | Lampre-Daikin  | 54    |
| 5    | Team Polti     | 36    |